# Sida uchoae
Sida uchoae är en malvaväxtart som beskrevs av Mont.. Sida uchoae ingår i släktet sammetsmalvor, och familjen malvaväxter. Inga underarter finns listade i Catalogue of Life.